# Бразильско-мозамбикские отношения
Бразильско-мозамбикские отношения — двусторонние дипломатические отношения между Федеративной Республикой Бразилия и Республикой Мозамбик. Государства являются членами «Содружества португалоязычных стран», «Группы 77» и Организации Объединенных Наций.

## История
И Бразилия, и Мозамбик были объединены на триста лет в составе Португальской империи. В составе Португальской империи Бразилия приняла тысячи мозамбикцев, прибывших в страну в качестве рабов.
С 1815 по 1822 год Мозамбик находился под управлением Бразилии во время переезда португальского двора в Бразилию.
С сентября 1964 по сентябрь 1974 года Мозамбик находился в состоянии войны с Португалией во время войны за независимость. В декабре 1973 года Бразилия проголосовала за Резолюцию 3117 Организации Объединенных Наций о ликвидации колониализма в Южной Африке. 25 июня 1975 года Мозамбик получил независимость. 15 ноября 1975 года Бразилия признала и установила дипломатические отношения с Мозамбиком.
В марте 1976 года Бразилия открыла посольство в столице Мозамбика Мапуту, а в январе 1998 года Мозамбик ответил на этот жест, открыв посольство в Бразилиа. В 2000 году президент Бразилии Фернанду Энрики Кардозу посетил с официальным визитом Мозамбик и принял участие в 3-м саммите «Сообщества португалоязычных стран», проходившем в столице Мозамбика. В 2001 году президент Мозамбика Жоаким Чиссано осуществил официальный визит в Бразилию. С тех пор лидеры обеих стран совершили несколько визитов на высоком уровне.

## Визиты на высоком уровне
Из Бразилии в Мозамбик:

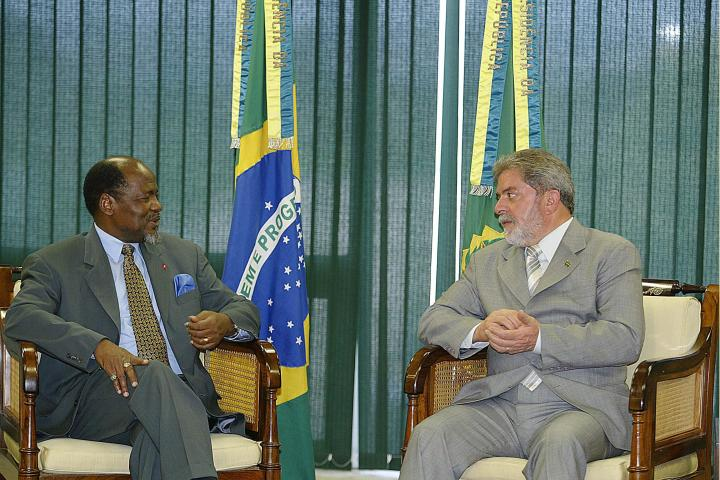
Президент Бразилии Лула да Силва на встрече с президентом Мозамбика Жоакимом Чиссано в Бразилиа в 2004 году.

- Президент Фернанду Энрики Кардозу (2000 год);
- Президент Луис Инасиу Лула да Силва (2003, 2010 годы);
- Президент Дилма Русеф (2011, 2012 годы);
- Министр иностранных дел Мауру Виейра (2015 годы).

Из Мозамбика в Бразилию:
- Президент Жоаким Чиссано (2001, 2002, 2004 годы);
- Президент Арманду Гебуза (2007, 2009 годы);
- Премьер-министр Айреш Али (2012 год).

## Соглашения
Между государствами подписано несколько двусторонних соглашений, таких как: Соглашения о сотрудничестве в области здравоохранения, образования, социальной политики и общественной безопасности (2001 год). В 2010 году подписано соглашение о сотрудничестве в сфере воздушного сообщения и о взаимном признании водительских прав. В 2015 году подписано соглашение о сотрудничестве и содействии инвестициям.

## Экономические отношения
В 2004 году Бразилия согласилась простить 95 % долга Мозамбика на общую сумму 280 миллионов долларов США .
В 2017 году объём товарооборота между государствами составил сумму 169 миллионов долларов США. В 2010 году Бразилия открыла завод по производству антиретровирусных препаратов в Мозамбике. В 2016 году объём бразильских инвестиций в экономику Мозамбика достиг суммы 10 миллиардов долларов США, в основном в горнодобывающую, строительную и сельскохозяйственную отрасли. Бразильские транснациональные компании, такие как: Andrade Gutierrez, Novonor, Petrobras и Vale, представлены в Мозамбике.
Мозамбик является крупнейшим получателем бразильской помощи от национального агентства помощи Agência Brasileira de Cooperação.

## Дипломатические представительства
- У Бразилии есть посольство в Мапуту[12].
- Мозамбик имеет посольство в Бразилиа[13] и консульство в Белу-Оризонти[14].